# Pedra tallada

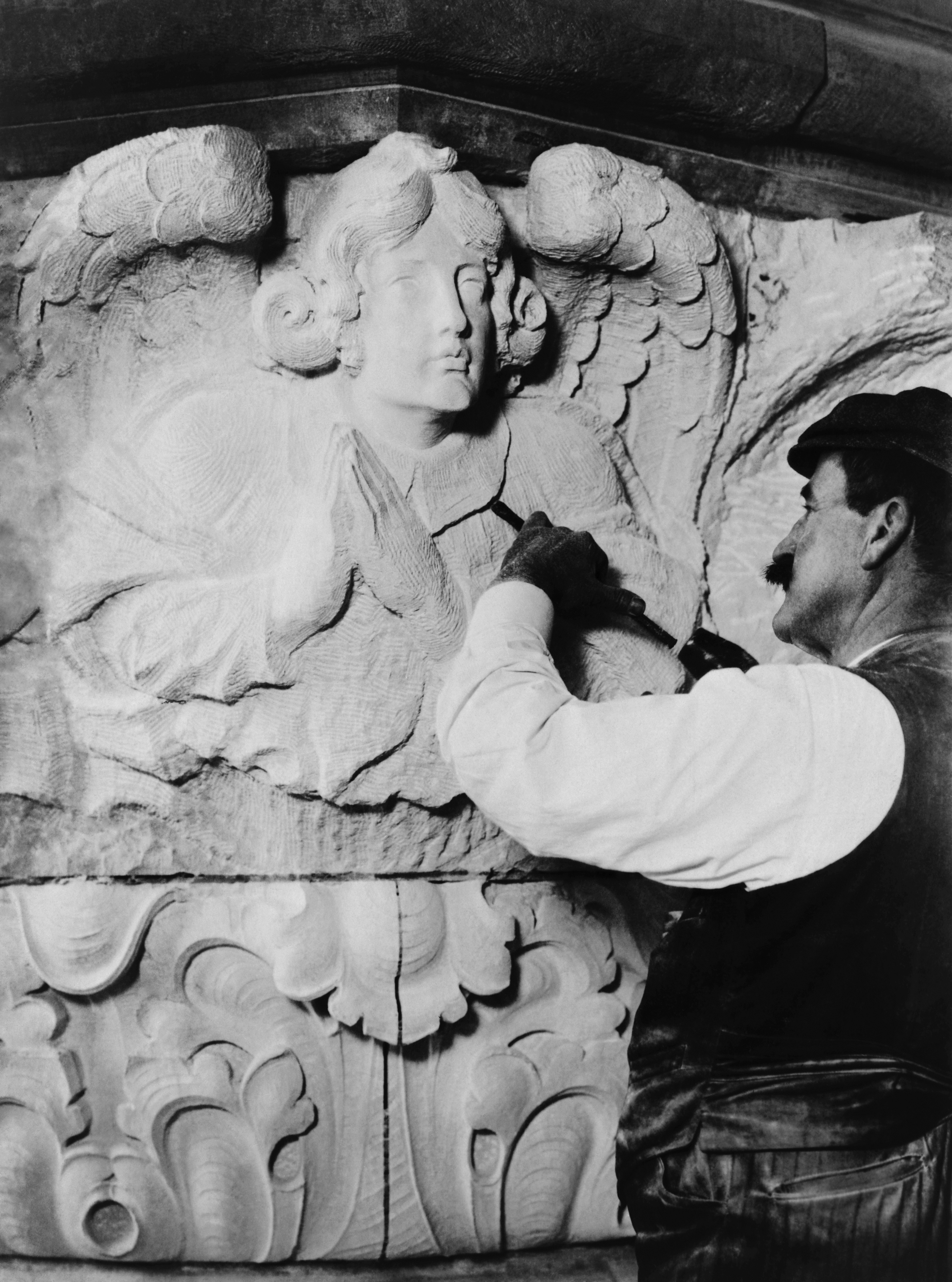
Rizblyar treballant a la catedral jònica de Nova York el 1909

La pedra tallada és el format de la pedra un cop seguit el procés de tallat, per donar-li la forma i acabat exterior requerits. El tallat de pedra ha ocorregut en totes les etapes de la història, en totes les cultures i en tots els països i pobles del món, en camps com l'arquitectura, l'escultura, la decoració o la joieria. El tallat es pot fer en les modalitats de: serrat, tornejat, foradat, rectificat, polit, i en operacions d'esculpit, gravat, etc...
El major assoliment en el tallat de pedra s'associa al processament de pedres com l'àgata, l'ònix, el feldespat, el cristall de roca, l'ametista, el jade, la rodonita, la malaquita, el lapislàtzuli, la maragda, la turquesa, l'ambre, el corall, el guix, la selenita, l'obsidiana, el marbre ("alabastre"), sense comptar els altres tipus com les pedres precioses i semi-precioses, emprades en joieria i bijuteria.

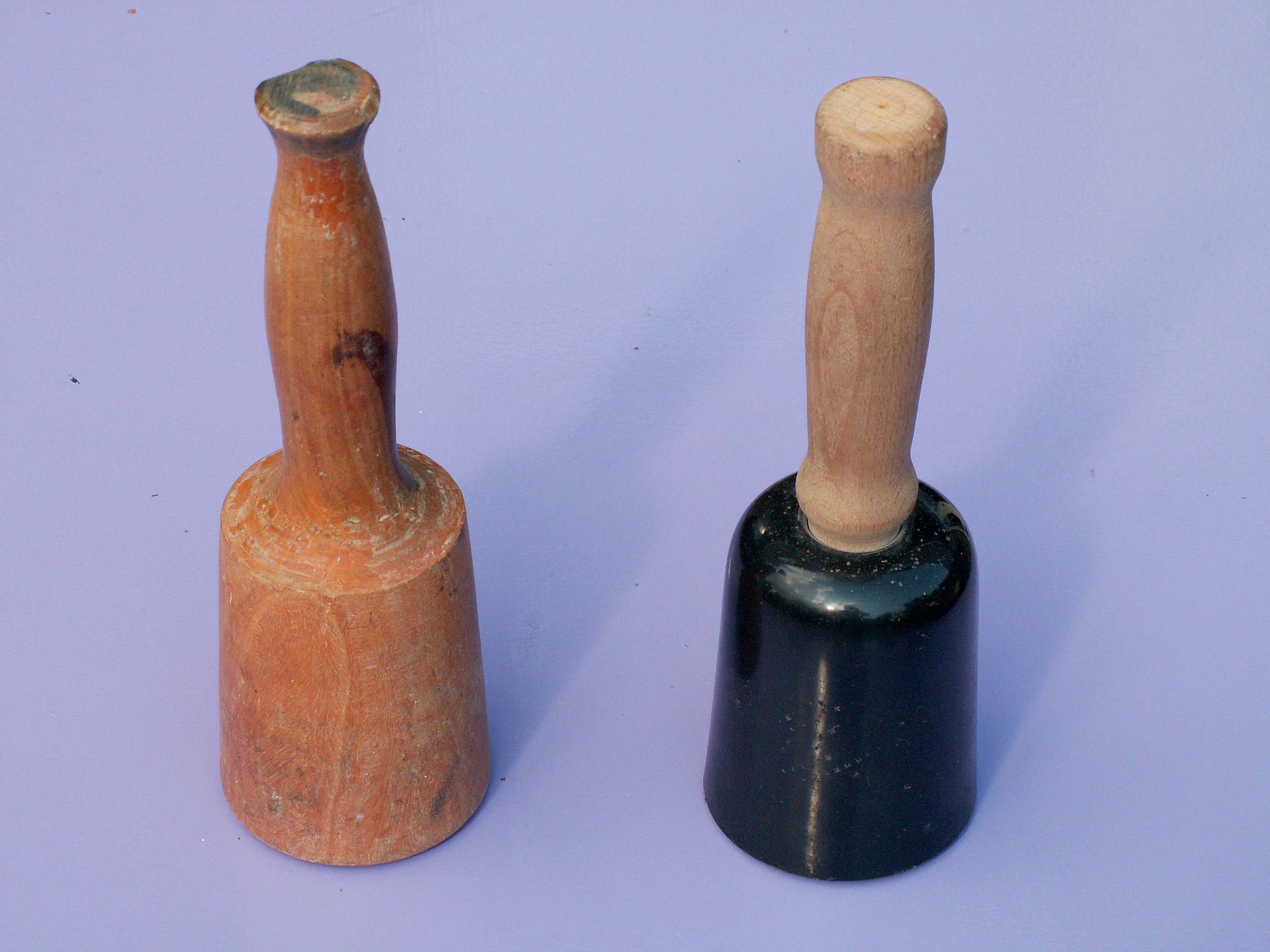
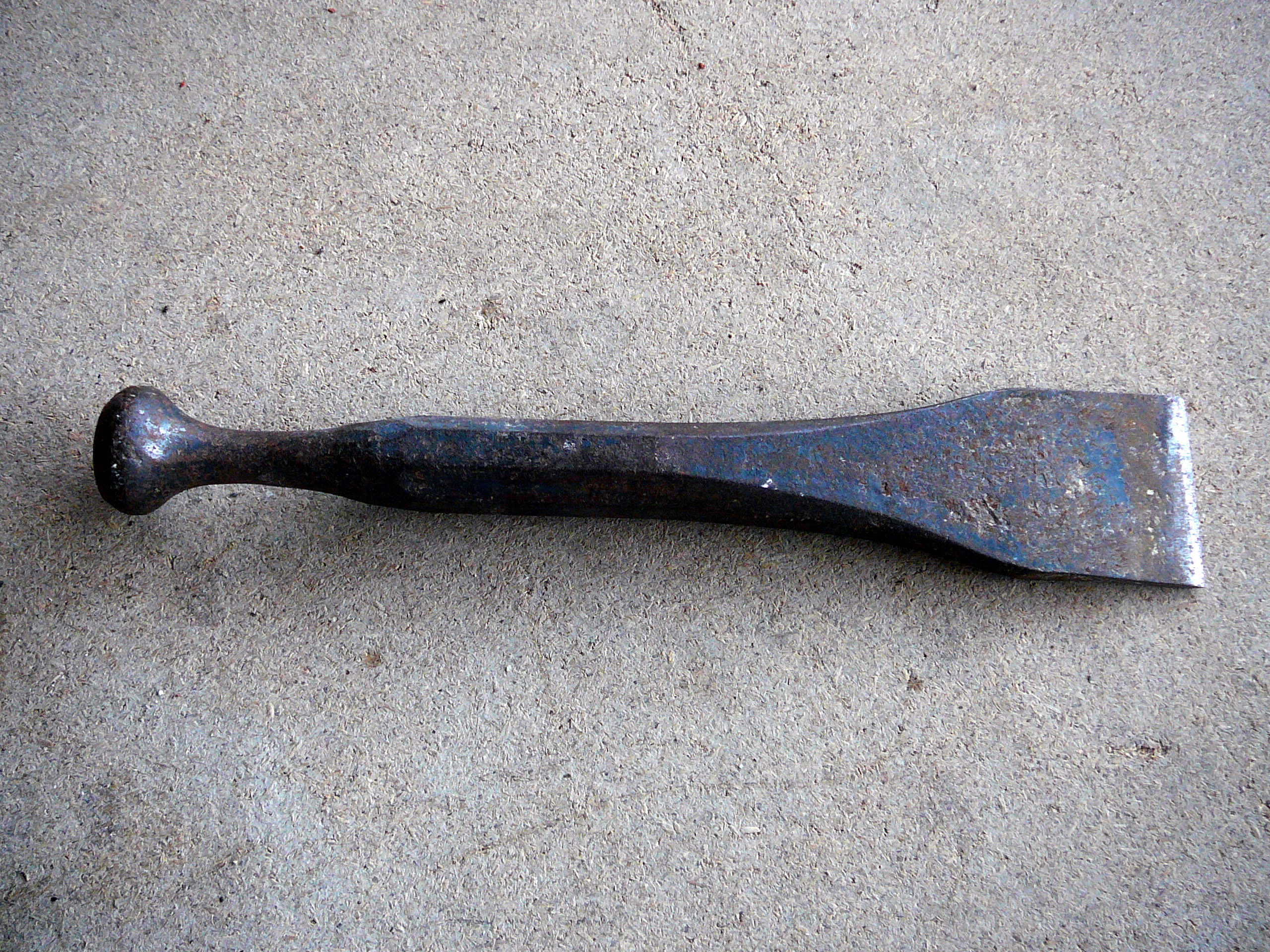
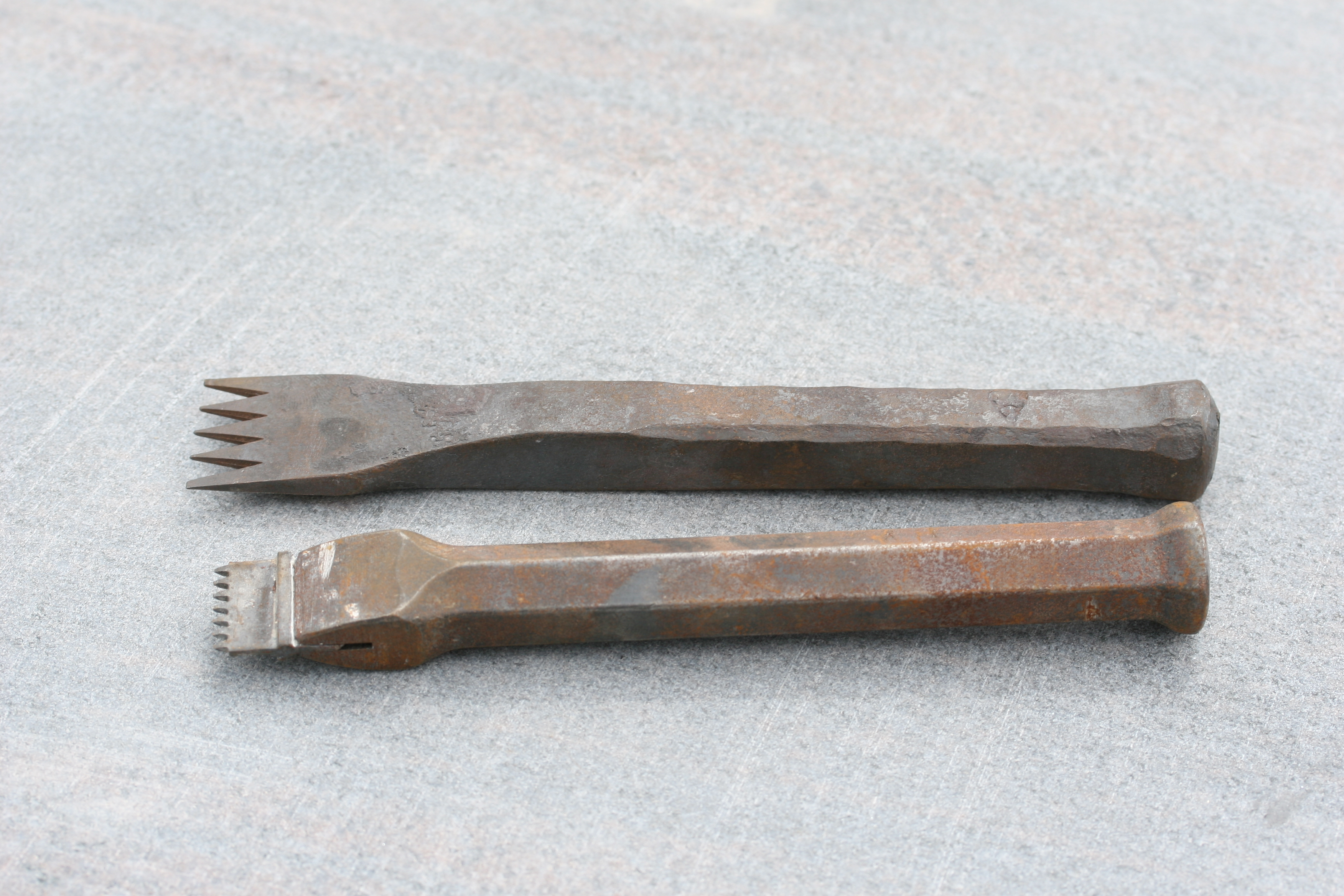
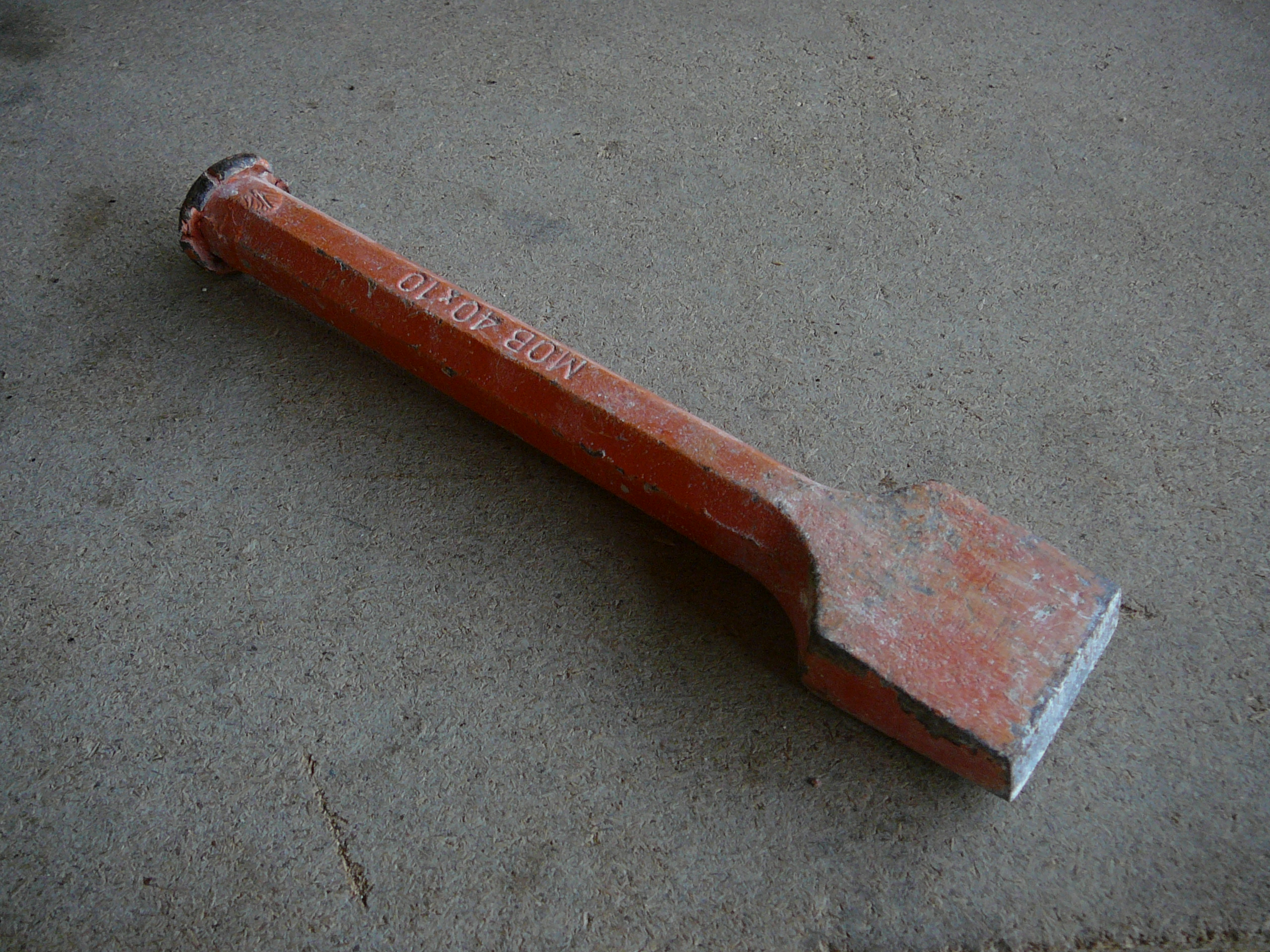
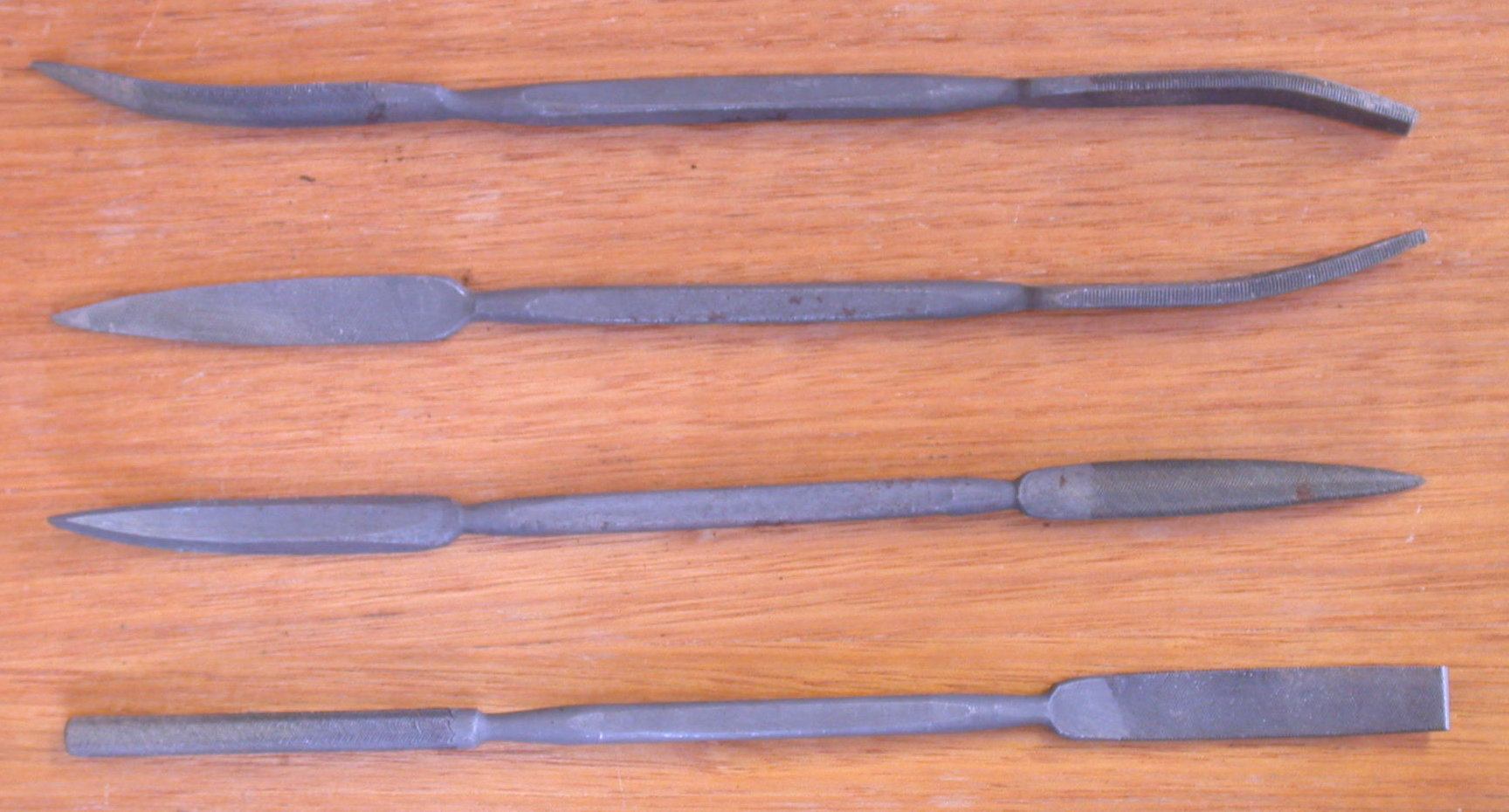

Eines per tallar la pedra

## Galeria d'imatges

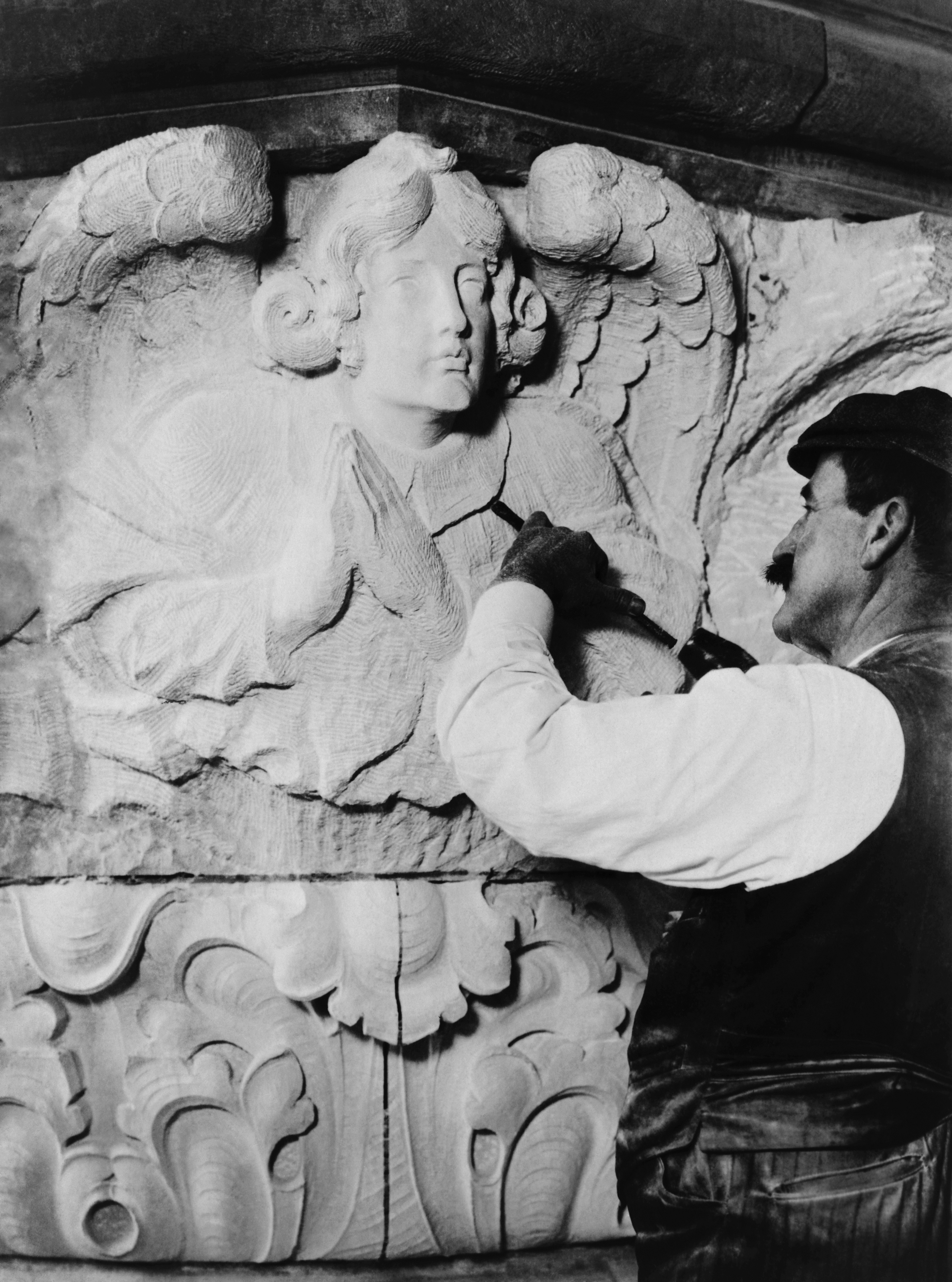
Rizblyar treballant a la catedral jònica de Nova York el 1909
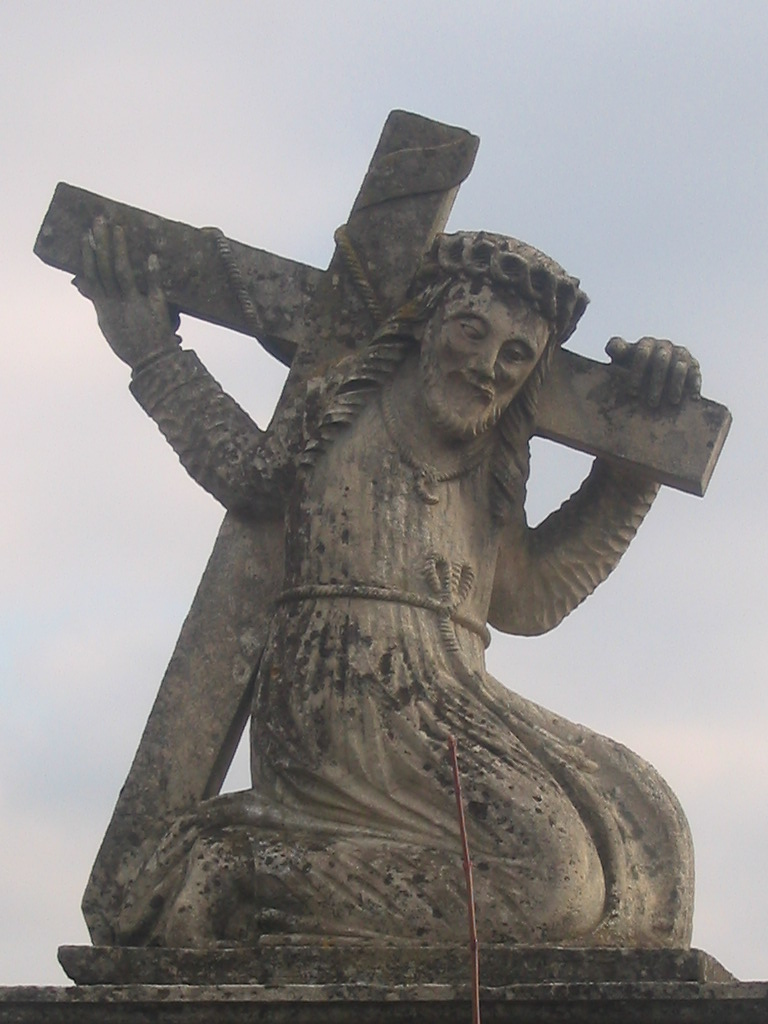
Monument de pedra tallada, a la làpida kladovoschi a Bershad
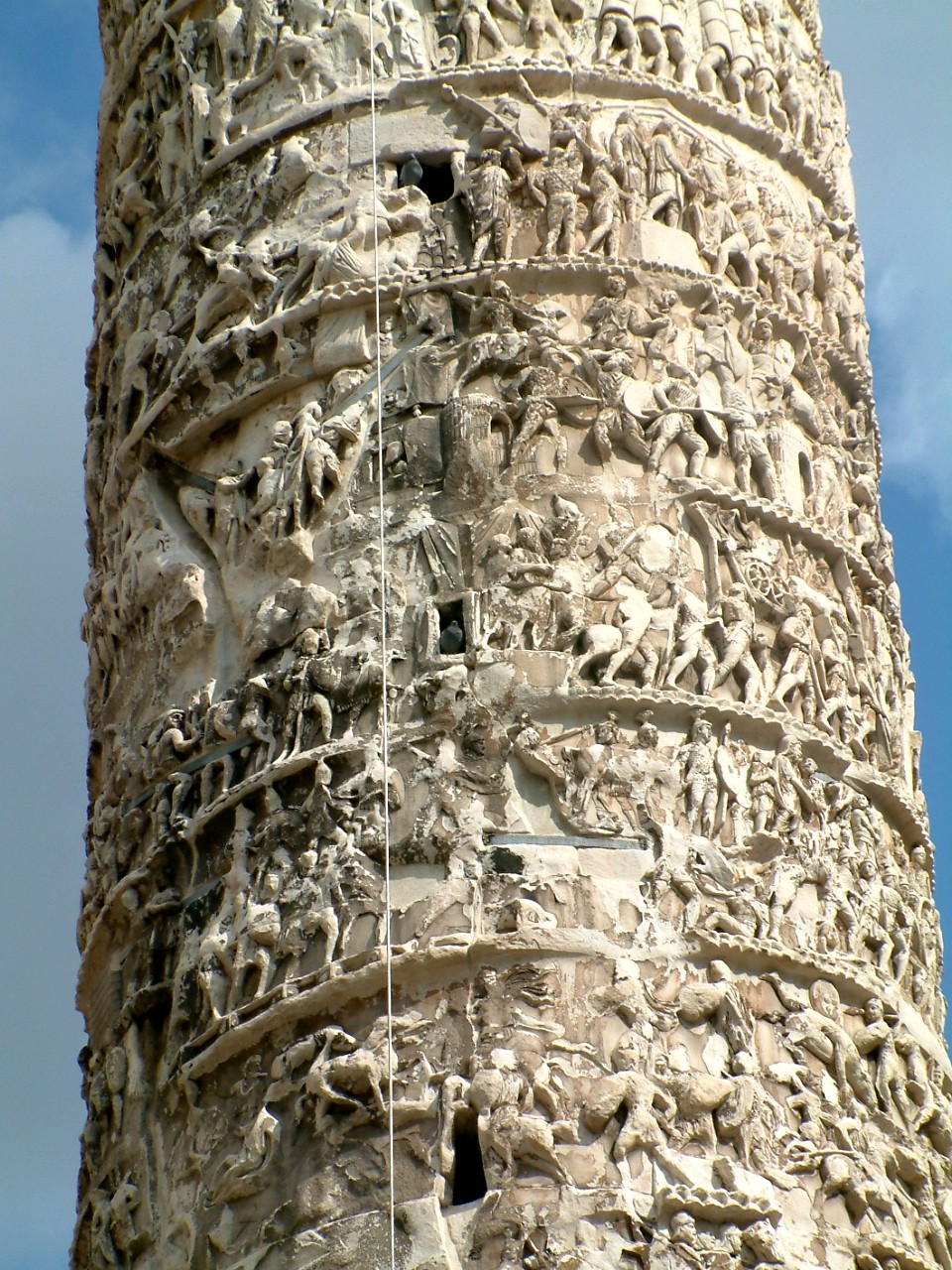
Columna de Marc Aureli a Roma